# Assyrische Demokratische Organisation
Assyrian Democratic Organization (Kürzel ADO; syrisch-aramäisch ܡܛܟܣܬܐ ܐܬܘܪܝܬܐ ܕܝܡܩܪܛܝܬܐ; arabisch المنظمة الديمقراطية الآشورية), auch bekannt als Mtakasto, ist eine assyrische Organisation in Syrien sowie in Europa.
Die syrische Regierung verbannte die Partei aus dem politischen Leben in Syrien und schränkte ihre Aktivitäten stark ein.
Die Partei wurde im Jahre 1957 gegründet, und ihre Ideologie ist der Schutz und die Erhaltung der Interessen und Minderheitenrechte des Assyrischen Volkes. Die Gründung der Assyrischen Demokratischen Organisation in Syrien war nach eigenen Angaben eine Krönung der Etablierung der Assyrischen Nationalbewegung konfessionsübergreifend bei den Syrischen Christen in Mesopotamien.
Die Assyrische Demokratische Organisation ist als nationale, politische und demokratische Bewegung etabliert, deren Ziel es ist, die Sicherstellung der Existenz des assyrischen Volkes und die Verwirklichung ihrer legitimen nationalen Bestrebungen (politisch, kulturell und administrativ) in ihrem historischen Heimatland.